# مات كاودري
ماثيو جون كودري (مواليد 22 ديسمبر 1988) هو سياسي أسترالي وسباح بارالمبي. يحمل حاليًا العديد من الأرقام القياسية العالمية. لديه بتر خلقي في ذراعه اليسرى؛ يتوقف أسفل الكوع مباشرة. تنافس كودري في الألعاب البارالمبية 2004، وألعاب الكومنولث 2006، والألعاب البارالمبية 2008، وألعاب الكومنولث 2010، والألعاب البارالمبية 2012. بعد ألعاب لندن 2012، أصبح أنجح بارالمبي أسترالي، حيث فاز بثلاث عشرة ميدالية ذهبية بارالمبية وثلاث وعشرين ميدالية بارالمبية في المجموع. في 10 فبراير 2015، أعلن كودري اعتزاله السباحة.
خاض كودري وفاز بمقعد الدائرة الانتخابية لكولتون في انتخابات ولاية جنوب أستراليا 2018 الحزب الليبرالي الأسترالي.

## الحياة الشخصية
ولد كودري في 22 ديسمبر 1988 بجزء مفقود من ذراعه بسبب بتر خلقي. التحق بكلية إنديفور ولعب كرة السلة عندما كان أصغر سنًا. انتقل إلى كانبرا وبدأ السباحة لصالح المعهد الأسترالي للرياضة، بينما استمر في تمثيل نادي نوروود للسباحة في أديلايد على مستوى النادي. في عام 2011، مثل أيضًا نادي كاوانا ووترز للسباحة. اعتبارًا من 2013}}، يسبح لصالح نادي ماريون للسباحة.
في أبريل 2015، تخرج كودري من جامعة أديلايد بدرجة مزدوجة في القانون والإعلام. في عام 2013، أجرى تدريبًا لمدة ثلاثة أشهر مع عضوة الكونغرس الأمريكي إليانا روس ليتينين. في عام 2015، وقت اعتزاله، كان يعمل لدى كيه بي إم جي في أديلايد.

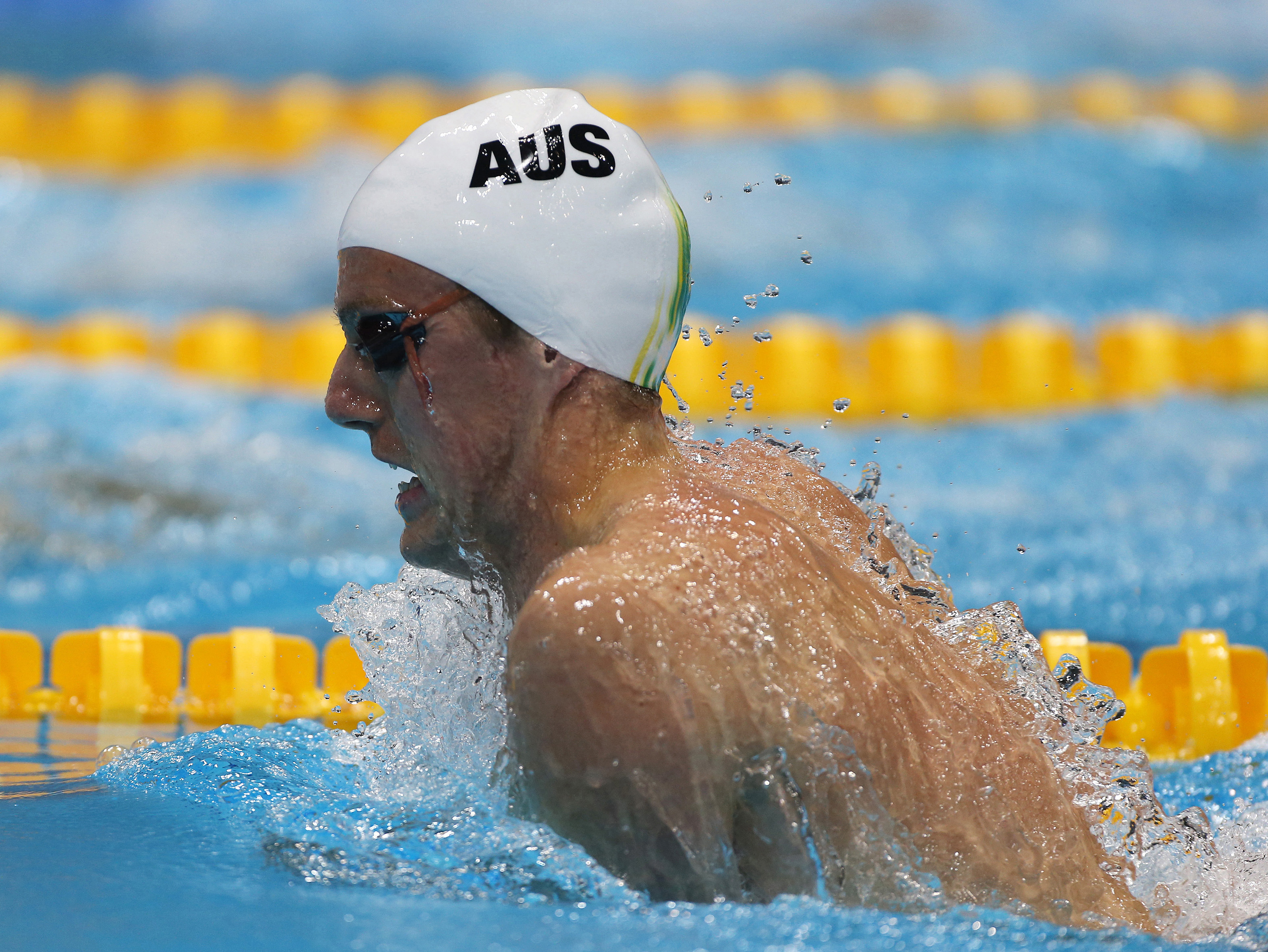
كودري في الألعاب البارالمبية بلندن 2012

## السباحة
يتنافس كودري في تصنيفات اللجنة البارالمبية الدولية S9 (حرة، ظهر وفراشة)، SB8 (صدر)، و SM9 (فردي متنوع)، والتي تشمل السباحين ذوي ضعف شديد في الساق، والسباحين ذوي مشاكل تنسيق طفيفة، والسباحين الذين فقدوا طرفًا واحدًا. بدأ كودري السباحة عندما كان في الخامسة من عمره، وبدأ التنافس فيها بعد ذلك بوقت قصير في عام 1994. حطم أول رقم قياسي أسترالي مفتوح له عندما كان في الحادية عشرة من عمره، وسجل أول رقم قياسي عالمي له في سن الثالثة عشرة.

### 2004
كان كودري أحد أصغر المتنافسين الأستراليين في الألعاب البارالمبية 2004. في ألعاب 2004، فاز بثلاث ميداليات ذهبية في سباق تتابع 4×100 متر متنوع للرجال، وسباق 100 متر حرة S9، وسباق 200 متر فردي متنوع SM9، وحصل على وسام أستراليا مقابل ذلك. فاز كودري أيضًا بميداليات فضية في سباق 100 متر فراشة S9 وسباق تتابع 4×100 متر حرة، وميداليات برونزية في سباق 50 متر حرة S9 وسباق 400 متر حرة S9.

### 2005
في بطولة أستراليا المفتوحة عام 2005، سجل كودري رقمين قياسيين عالميين في طريقه للفوز بسبع ميداليات ذهبية وميداليتين برونزيتين.

### 2006
في تجارب ألعاب الكومنولث في ملبورن عام 2006، سجل كودري أرقامًا قياسية عالمية وفاز بميداليات ذهبية في أربع فعاليات: 200 متر فردي متنوع تصنيف مختلط للإعاقة، و 100 متر ظهر تصنيف مختلط للإعاقة، و 50 متر ظهر تصنيف مختلط للإعاقة، و 50 متر فراشة تصنيف مختلط للإعاقة. بالإضافة إلى ذلك، فاز بميداليات ذهبية في فعاليتين أخريين: 100 متر حرة تصنيف مختلط للإعاقة و 50 متر حرة تصنيف مختلط للإعاقة. في تجارب ألعاب الكومنولث 2006 - سباقات تأهيل الفريق، فاز بميدالية ذهبية وسجل رقمًا قياسيًا عالميًا في سباق 100 متر حرة للرياضيين النخبة ذوي الإعاقة (EAD)، وفاز بميدالية ذهبية في سباق 50 متر حرة (EAD).
تنافس كودري في دورة ألعاب الكومنولث 2006 في ملبورن، فيكتوريا، حيث سجل رقمين قياسيين عالميين وفاز بميداليات ذهبية في سباقي 50 متر حرة و 100 متر حرة. كان السباح الأسترالي الوحيد من الذكور غير المشاركين في التتابع الذي فاز بميدالية ذهبية فردية في ألعاب الكومنولث 2006. في بطولة العالم 2006، سجل ثلاثة أرقام قياسية عالمية وفاز بثلاث ميداليات ذهبية وميداليتين فضيتين وبرونزية. في عام 2008، في بطولة أستراليا للسباحة، فاز بميداليات ذهبية في أربع فعاليات: 50 متر حرة، و 100 متر حرة، و 100 متر ظهر، و 100 متر فراشة. في نفس الألعاب، فاز بميداليتين فضيتين في سباقي 200 متر فردي متنوع و 400 متر حرة. كانت هذه الألعاب توفر فرصًا محدودة للسباحين البارالمبيين حيث لم تكن جميع الفعاليات مدرجة في برنامج الفعاليات.
في بطولة العالم للسباحة لذوي الاحتياجات الخاصة 2006، في دوربان، جنوب أفريقيا، فاز كودري بميداليات ذهبية في خمس فعاليات: 50 متر حرة S9، و 100 متر حرة S9، و 100 متر فراشة S9، و 200 متر فردي متنوع SM9، و 4×100 متر تتابع متنوع (34 نقطة). كما فاز بميداليات فضية في سباقي 100 متر ظهر S9 و 4×100 متر تتابع حرة (34 نقطة)، وميدالية برونزية في سباق 400 متر حرة S9.

### 2008

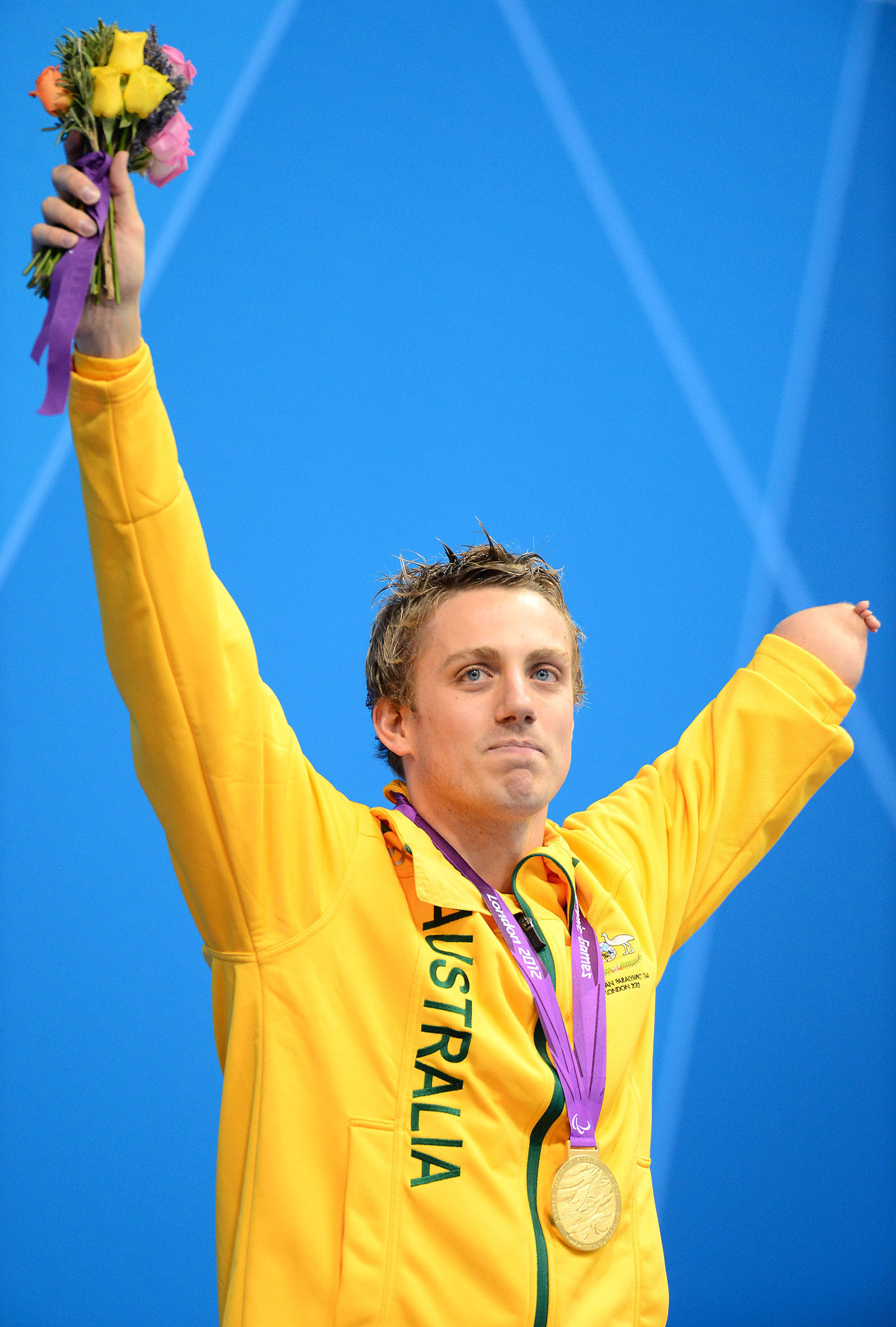
كودري، الحائز على الميدالية الذهبية، في الألعاب البارالمبية بلندن 2012

في الألعاب البارالمبية الصيفية 2008، حصد كودري خمس ميداليات ذهبية، بفوزه في سباقات 50 متر حرة S9، و 100 متر حرة S9، و 100 متر ظهر S9، و 200 متر فردي متنوع-SM9، و 4×100 متر تتابع متنوع، كلها بأرقام قياسية عالمية. فاز بثلاث ميداليات فضية في سباقات 100 متر فراشة S9، و 400 متر حرة S9، و 4×100 متر تتابع حرة. كما حمل علم أستراليا خلال حفل ختام الألعاب. لأدائه في الألعاب، فاز كودري بجائزة أفضل رياضي ذكر في جوائز الرياضة البارالمبية.

### 2009
في بطولة العالم للسباحة IPC للمسافات القصيرة 2009 في ريو دي جانيرو، البرازيل، فاز كودري بسبع ميداليات ذهبية وميداليتين فضيتين. في عام 2009، تنافس في أول منافسة دولية له ضد سباحين غير معاقين في توسون، أريزونا.

### 2010
في بطولة العالم للسباحة IPC 2010، فاز كودري، الذي تم تصنيفه كسباح S9، بست ميداليات ذهبية وميدالية فضية واحدة. كانت إحدى الميداليات في سباق تتابع 4×100 متر للرجال. في ألعاب الكومنولث 2010 في دلهي، فاز بميدالية ذهبية في سباق 50 متر حرة S9 بـزمن قياسي عالمي قدره 25.33 ثانية، والذي لا يزال قائمًا حتى فبراير 2012.

### 2011
في أبريل 2011، شارك في بطولة تلسترا الأسترالية للسباحة. في يوليو 2011، شارك في بطولة أستراليا للمسافات القصيرة. في أغسطس 2011، شارك في بطولة عموم المحيط الهادئ للسباحة البارالمبية. في أكتوبر 2011، شارك في بطولة Swimmeroo QLD للمسافات الطويلة 2011. في ديسمبر، تنافس في بطولة Can-Am المفتوحة للسباحة. قبل أسبوع من بطولة Can-Am المفتوحة للسباحة، أعيد تصنيف كودري لسباحة الصدر من SB9 إلى SB8. فاز بميدالية ذهبية في سباق 100 متر صدر SB8، بزمن هو الرابع الأسرع المسجل للحدث خلال عام 2011 وهو 1:12.85.

### 2012

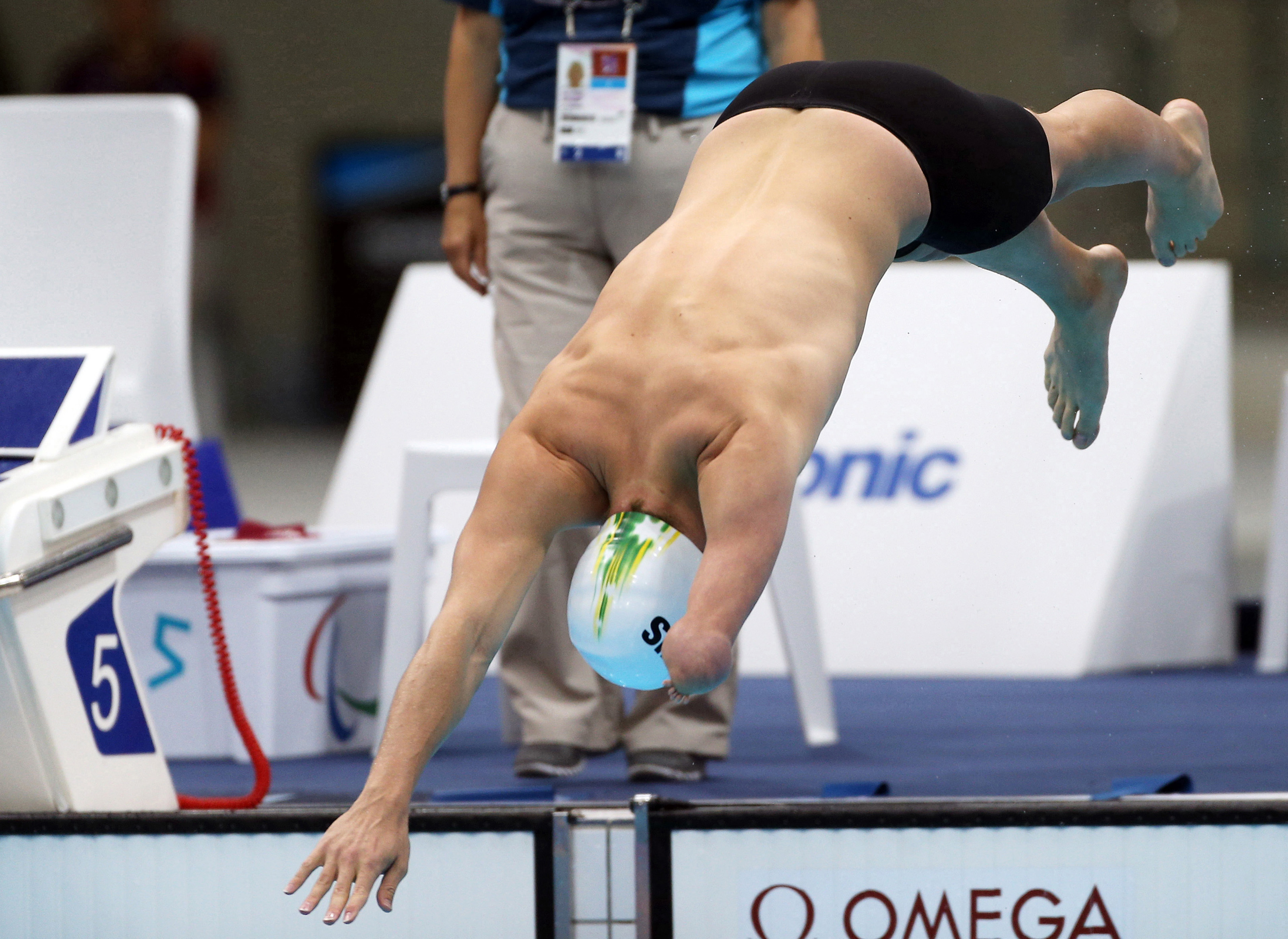
كودري في الألعاب البارالمبية بلندن 2012

في الألعاب البارالمبية الصيفية 2012، فاز كودري بميداليات ذهبية في سباقات 100 متر ظهر S9، و 50 متر حرة S9، و 100 متر حرة S9، و 200 متر فردي متنوع SM9، و 4×100 متر تتابع حرة (34 نقطة). كما فاز بميداليات فضية في سباقي 100 متر فراشة S9 و 100 متر صدر SB8، وميدالية برونزية في سباق 4×100 متر تتابع متنوع (34 نقطة). أصبح كودري أنجح بارالمبي أسترالي بفوزه بسباق 50 متر حرة S9 للرجال في ألعاب لندن 2012، ليحصد ميداليته الذهبية الحادية عشرة وميداليته العشرين إجمالاً ويتجاوز تيم سوليفان في عدد الميداليات الذهبية وكينغسلي بوغارين في إجمالي عدد الميداليات.

### 2013
في يونيو 2013، أكد كودري أنه سيهدف للمنافسة في ألعاب ريو 2016. عاد للعيش في غلينيلغ ويتدرب في مركز جنوب أستراليا للألعاب المائية. شارك في بطولة العالم للسباحة لذوي الاحتياجات الخاصة 2013 في مونتريال، وفاز كودري بخمس ميداليات ذهبية في سباقات 50 متر حرة S9، و 100 متر حرة S9، و 100 متر ظهر S9، و 200 متر فردي متنوع SM9، و 4×100 متر تتابع حرة (34 نقطة)، وميدالية برونزية في سباق 100 متر فراشة S9.

### 2014
في ألعاب الكومنولث 2014 في غلاسكو، فاز كودري بميدالية فضية في سباق 100 متر حرة S9.

### الاعتزال
عند إعلانه اعتزال السباحة في 10 فبراير 2015، صرح كودري: "لقد كنت محظوظًا بتحقيق أكثر مما كنت أحلم به، وأكثر مما سعيت لتحقيقه، والأهم من ذلك أنني استمتعت بكل دقيقة من وقتي في فريق السباحة الأسترالي." قال غلين تاسكر، رئيس اللجنة البارالمبية الأسترالية: "لقد كان شرفًا مطلقًا مشاهدة ماثيو يتطور من الطفل الهادئ البالغ من العمر 15 عامًا الذي تنافس في أول ألعاب بارالمبية له في عام 2004، ليصبح واحدًا من عظماء رياضة البارالمبية الأسترالية. لقد أصبح سفيرًا متميزًا للحركة البارالمبية، وقائدًا لفريق السباحة البارالمبي وأنجح رياضيينا على الإطلاق."

## ما بعد السباحة
تم تعيين كودري مديرًا عامًا للفريق الأسترالي لـألعاب الكومنولث للشباب 2015 المقرر عقدها في ساموا. في عام 2017، تم اختيار كودري مسبقًا للترشح عن الحزب الليبرالي في مقعد كولتون الذي يسيطر عليه حزب العمال في انتخابات ولاية 2018 في جنوب أستراليا. أعيد انتخابه كعضو عن كولتون في انتخابات ولاية 2022 على الرغم من أن الانتخابات أسفرت عن خسارة الحزب الليبرالي للحكومة وعودته إلى المعارضة. في أبريل 2022، قام زعيم الحزب الليبرالي الجديد ديفيد سبيرز بترقيته إلى مقاعد المعارضة الأمامية كـوزير مالية الظل.

## التقدير

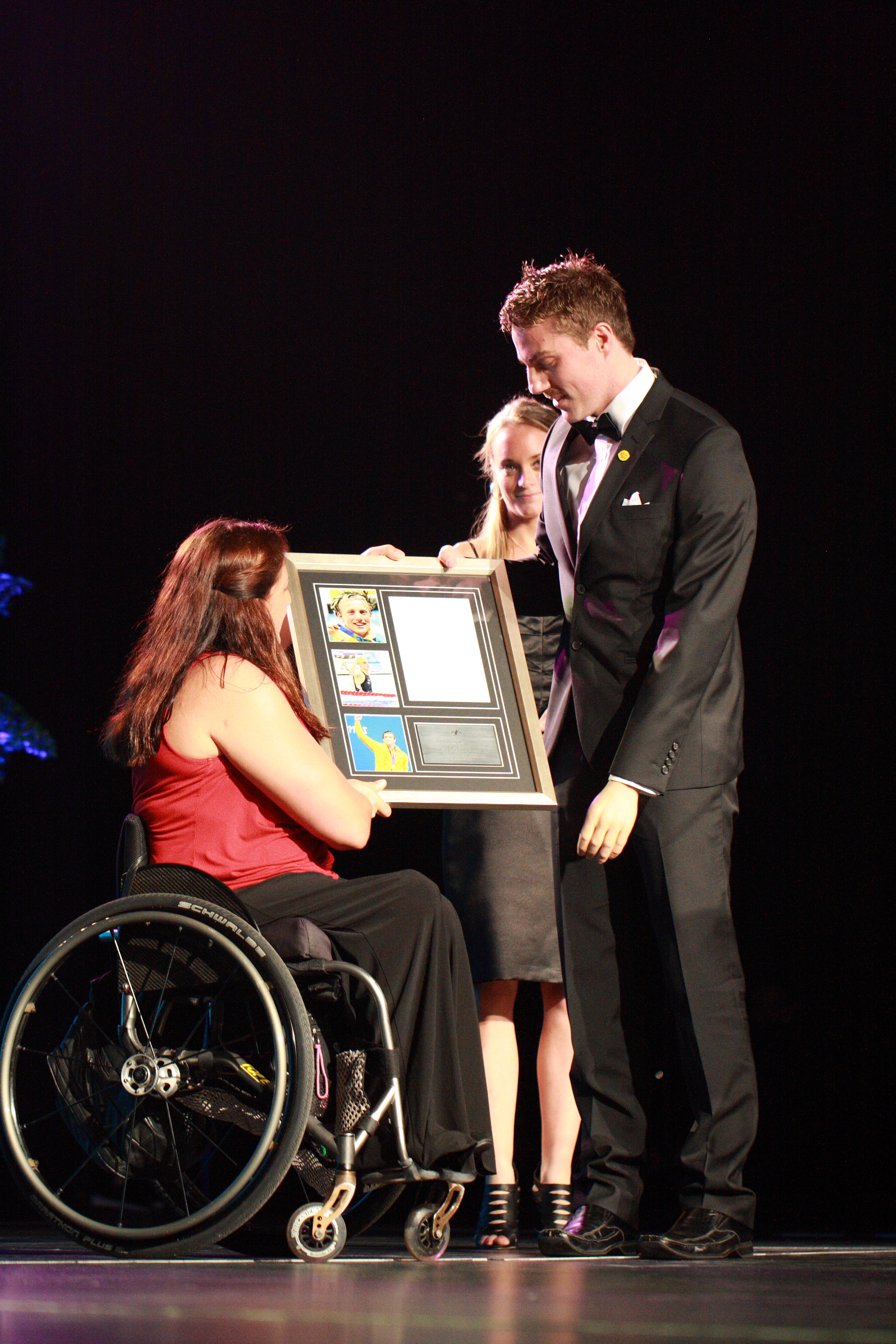
كودري يتلقى تكريمًا خاصًا في حفل توزيع جوائز البارالمبي الأسترالي للعام 2012، تقديرًا لإنجازه بالفوز بميداليات ذهبية بارالمبية أكثر من أي أسترالي آخر

في عام 2004، في حفل توزيع جوائز البارالمبي الأسترالي للعام، تم اختياره البارالمبي الشاب للعام. في عام 2006، فاز كودري بجائزة الكومنولث الرياضية في فئة رياضي النخبة من ذوي الإعاقة (EAD) للذكور. اختاره اتحاد السباحة الأسترالي سباح العام من ذوي الإعاقة لمدة أربع سنوات متتالية، من 2004 إلى 2007. كما تم اختياره ضمن فريق نجوم السباحة التابع لاتحاد السباحة الأسترالي في عامي 2006 و 2007. اختارته مجلة السباحة العالمية "سباح العام العالمي من ذوي الإعاقة". في عام 2009، تم اختياره شاب جنوب أستراليا للعام. في عام 2011، تم إدخاله إلى قاعة "الأفضل من الأفضل" في المعهد الأسترالي للرياضة.  كان كودري مرشحًا نهائيًا لجائزة البارالمبي الأسترالي للعام 2012. في عام 2012، قرر مركز جنوب أستراليا للألعاب المائية والترفيه تسمية مسبح المنافسة الرئيسي به باسم كودري. منحته مدينة سالزبوري مفاتيح المدينة في عام 2013.  في أكتوبر 2014، تم إدخاله إلى ممشى الأبطال في مركز سيدني الأولمبي المائي. في عام 2016، حصل على جائزة سبيدو للخدمات لفريق السباحة الأسترالي في حفل توزيع جوائز السباحة في أستراليا. تم إدخاله إلى قاعة مشاهير السباحة في جنوب أستراليا. في عام 2019، تم إدخاله إلى قاعة مشاهير الرياضة في أستراليا. في عام 2022، تم إدخاله إلى قاعة مشاهير اللجنة البارالمبية الأسترالية.

## روابط خارجية
- مات كودري على موقع السباحة الأسترالي على موقع واي باك مشين (نسخة محفوظة 4 مارس 2016)
- matt_cowdreyعلى تويتر.